# إلين شيبرد
إلين شيبرد (بالإنجليزية: Elaine Shepard) هي كاتِبة وصحفية وممثلة أمريكية، ولدت في 2 أبريل 1913 في أولني في الولايات المتحدة، وتوفيت في 6 سبتمبر 1998 في نيويورك في الولايات المتحدة.

## وصلات خارجية
- إلين شيبرد على موقع IMDb (الإنجليزية)
- إلين شيبرد على موقع أول موفي (الإنجليزية)
- إلين شيبرد على موقع قاعدة بيانات الأفلام السويدية (السويدية)
- إلين شيبرد على موقع قاعدة بيانات الفيلم (الإنجليزية)